# Matija Škerbec
Matija Škerbec, slovenski rimskokatoliški duhovnik, politik in publicist, * 5. november 1886, Stari trg pri Ložu,  † 17. oktober 1963, Cleveland.

## Življenjepis
Rodil se je očetu gostaču Matiji st. in materi Frančiški (rojeni Palčič). Sprva je bil duhovnik v Tržiču in v Kranju, od leta 1941 pa je delal pri Karitasu v Ljubljani. Bil je soustanovitelj in večinski lastnik tržiške tovarne usnja. Leta 1945 je emigriral v ZDA, kjer se je ukvarjal s pisanjem.